# مترجم مايكروسوفت
مترجم مايكروسوفت (بالإنجليزية: Microsoft Translator)‏ عبارة عن خدمة ترجمة آلية متعددة اللغات مقدمه من قبل مايكروسوفت. تم دمج مترجم مايكروسوفت عبر العديد من منتجات المستهلكين والمطورين والمؤسسات بما في ذلك: بينغ ومايكروسوفت أوفيس وشير بوينت ومايكروسوفت إيدج ومايكروسوفت لينك ويأمر ومترجم سكايب وفيجوال ستوديو وإنترنت اكسبلورر وتطبيقات مترجم مايكروسوفت لنظام التشغيل ويندوز وويندوز فون وآيفون وساعة أبل وأندرويد فون وأندرويد وير.
كما يقدم مترجم مايكروسوفت ترجمة النص والكلام من خلال الخدمات السحابية للشركات. ويقدم أيضا خدمه لترجمة النصوص عبر واجهة برنامج تطبيق النص المترجم وتتراوح من فئة مجانية تدعم مليونا حرفا في الشهر إلى المستويات المدفوعة التي تدعم بلايين الشخصيات شهريا. يتم تقديم ترجمة الكلام عبر خدمات الكلام من مايكروسوفت استنادا إلى وقت تدفق الصوت. 
وتدعم الخدمة 65 نظام لغات اعتبارا من شباط/فبراير 2019. كما انها تدعم أيضا 11 نظام لترجمة الكلام الذي يشغل حاليا ميزة المحادثة الحية لمترجم مايكروسوفت ومترجم سكايب وسكايب لسطح مكتب ويندوز وتطبيقات مترجم مايكروسوفت للآي أو اس والاندرويد.

## التطوير
التاريخ
تم تطوير الإصدار الأول من نظام الترجمة الآليه الخاص بمايكروسوفت بين 1999 و 2000 داخل ابحاث مايكروسوفت.
وقد استند هذا النظام إلى هياكل الحجج المسندة الدلالية المعروفه بالأشكال المنطقية، وتم نسجها من ميزة التصحيح النحوي التي تم تطويرها لبرنامج مايكروسوفت وورد. وقد استخدم هذا النظام في نهاية المطاف لترجمة قاعدة معارف مايكروسوفت بأكملها إلى الإسبانية والفرنسية والألمانية واليابانية.
نهج مايكروسوفت لآلة الترجمة مثل معظم أنظمة الترجمة الآليه الحديثة الحالية، «بيانات مدفوعه» بدلا من الاعتماد على كتابة قواعد صريحة لترجمة اللغة الطبيعية، يتم توجيه الخوارزميات على فهم وتفسير ترجمة النصوص المتوازية مما يسمح لهم بالتعرف تلقائيا على كيفية ترجمة نص اللغة الطبيعية الجديدة.
تم إطلاق موقع الترجمة الذي يواجه المستهلك والمعروف باسم مترجم بينغ (الذي كان يعرف سابقا باسم مترجم ويندوز لايف) في 2007 ويوفر ترجمة النص والموقع الإلكتروني مجانا على الويب. يترجم النص مباشرة ضمن صفحة ويب مترجم بينغ بينما تتم ترجمة مواقع الويب الأخرى من خلال أدوات «العارض ثنائي اللغة».
توسعت الخدمة في 2011 لتشمل العديد من منتجات مترجم مايكروسوفت من خلال واجهة برنامج التطبيقات المستندة إلى مجموعة النظراء، والتي تدعم المنتجات المتاحة لكل من المستهلكين ومستخدمي المؤسسات. وقدمت قدرة اضافية لترجمة الكلام في 2016 آذار/ مارس.
طور تحديث لواجهة برنامج التطبيق في مايو 2018. حيث عرضت هذه النسخة الجديدة الترجمة الآليه العصبية كطريقة افتراضية للترجمة. بالإضافة إلى الترجمة، فإن النسخة الجديدة تتميز بالحروف الابجدية وقاموس ثنائي اللغة للبحث عن الكلمات للعثور على ترجمات بديله ولعرض أمثله على الجمل.
دمجت ترجمة الكلام لخدمات مايكروسوفت للكلام في أيلول/ سبتمبر 2018 والتي توفر ترجمة خطاب نهاية إلى نهاية بما في ذلك الكلام إلى نص وترجمة الكلام وتحويل النص إلى كلام.
منهجية الترجمة والبحوث
يستخدم مترجم مايكروسوفت آلة الترجمة لإنشاء ترجمات فورية من لغة طبيعية واحدة إلى أخرى. يستند هذا النظام إلى أربعة مجالات متميزة للبحوث المتعلقة بالتعلم الحاسوبي المبينة أدناه.
| نوع التعلم                                                                          | التأثير على الترجمة |
| الشبكات العصبية آلة الترجمة العصبية                                                 | تحاول الشبكات العصبية تقليد طريقة عمل الدماغ للترجمه بين اللغات. تعمل ترجمة الشبكة العصبية على مرحلتين في بعض المستويات العالية. أولا، نماذج المرحلة الاولى هي الكلمة التي تحتاج إلى ترجمه استنادا إلى سياق هذه الكلمة (وترجماتها المحتملة) ضمن الجملة الكاملة. ثانيا، تترجم الشبكة العصبية كلمة النموذج (ليست الكلمة نفسها بل النموذج التي بنيت منه الشبكات العصبية) في سياق الجملة إلى لغة أخرى. ترجمة الجهاز العصبي هي أسلوب الترجمة الافتراضية لمترجم مايكروسوفت API . |
| ترجمة الآلة الإحصائية المستندة إلى بناء الجملة المقالة مفصلة: آلة الترجمة الإحصائية | الترجمة المستندة إلى بناء الجملة تعتمد على فكرة ترجمة الوحدات النحوية، بدلا من كلمه أو سلسله من الكلمات. يستخدم مايكروسوفت بناء الجملة لترجمة الكثير من النصوص المتعلقة بالحاسوب من الإنجليزية إلى لغات مستهدفه متعددة. وقد أسفرت البحوث الجارية في هذا المجال عن تحسينات في تصريف وترتيب الكلمات. |
| ترجمة الآلة الإحصائية المستندة إلى العبارة                                          | في الترجمة الآليه الاحصائية المستندة إلى العبارة، يتعلم الجهاز التراسل بين اللغات من النص النظير دون مساعدة من المعرفة اللغوية. وينتج عن ذلك ترجمات أفضل في وقت اقل من الانظمه الأخرى. |
| محاذاة الكلمات                                                                      | تعتمد أنظمة الترجمة الآليه الاحصائيه على البيانات المترجمة الموجودة للتعرف على كيفية الترجمة التلقائية من لغة إلى أخرى. تحديد مراسلات الكلمه (أو محاذاة الكلمه) أمر حاسم لتدريب الانظمة. قامت مايكروسوفت بتطوير العمل في كل من النهج التمييزية والتوليدية لمحاذاة الكلمات، مما ادى إلى خوارزميات أسرع وجودة ترجمات اعلى. |
| نمذجة اللغة                                                                         | تستخدم نمذجة اللغات نماذج ال ان غرام لبناء ترجمات مفهومه في اللغة المستهدفة. ويضمن ذلك ترجمة المخرجات بطلاقه وقابليه للقراءة. |

الدقة
يتم تقييم جوده مخرجات الترجمة اليه لمترجم مايكروسوفت باستخدام طريقه تسمي نقاط BLEU.
BLEU (التقييم الثنائي اللغة تحت الدراسة) هو خوارزمية لتقييم نوعية النص الذي تم ترجمته آليا من لغة طبيعية واحده إلى أخرى. وتعتبر الجودة مراسلة بين المخرجات التي من الآله والمخرجات التي من الإنسان. BLEU واحده من المقاييس الأولى لتحقيق علاقة عالية مع الاحكام البشرية للجودة، وتبقى واحده من المقاييس الآليه الأكثر شعبيه والأقل تكلفه.
ونظرا لان الترجمة الآليه تستند إلى الخوارزميات الاحصائيه بدلا من المترجمين البشريين، فان الترجمات التلقائية التي تنتجها ليست دائما دقيقه تماما. قام مترجم مايكروسوفت بتقديم العديد من ميزات الملاحظات، مثل اطار عمل الترجمات التعاونية، إلى منتجاته للسماح للمستخدمين باقتراح ترجمات بديله. ثم يتم دمج هذه الترجمات البديلة في خوارزميات مترجم مايكروسوفت لتحسين الترجمات المستقبلية.
في تشرين الثاني/نوفمبر 2016، قدم مترجم مايكروسوفت الترجمة باستخدام الشبكات العصبية العميقة في تسع من اعلى لغات المرور، بما في ذلك جميع لغات الكلام واليابانية.

## المنتجات الأساسية
مترجم مايكروسوفت هو واجهة برمجة تطبيقات المستندة إلى مجموعة النظراء التي تم دمجها في العديد من منتجات وخدمات مايكروسوفت. يمكن استخدام واجهه برمجه تطبيقات المترجم بمفردها ويمكن تخصيصها للاستخدام في بيئة ما قبل أو مابعد النشر.
واجهه برمجة التطبيقات، المتاحة من خلال الاشتراك، مجانية لاحجام الترجمة الأقل، ويتم احتسابها وفقا لنظام دفع متدرج لوحدات التخزين التي تتجاوز مليونا حرفا في الشهر. المنتجات الاساسيه المتبقية متاحه مجانا.
ترجمة سحابة مترجم مايكروسوفت
هي خدمة الترجمة التلقائية المستندة إلى مجموعة النظراء التي يستخدمها مترجم مايكروسوفت لبناء التطبيقات ومواقع الويب والادوات التي تتطلب دعم متعدد اللغات.  
ترجمه النص: يمكن استخدام واجهة برنامج تطبيق نص مترجم مايكروسوفت لترجمة النص إلى أي من اللغات المعتمدة من قبل الخدمة.
ترجمة الكلام: تم دمج مترجم مايكروسوفت في خدمات مايكروسوفت للكلام وهي ترجمة الكلام إلى كلام من أو إلى أي من لغات المحادثة، وتتوفر ترجمه الكلام إلى نص من لغات المحادثة إلى أي من أنظمة اللغات المعتمدة.
المترجم المخصص
المترجم المخصص هي ميزة لخدمات مترجم مايكروسوفت تتيح للمؤسسات ومطوري التطبيقات وموفري خدمات اللغات إنشاء أنظمة الترجمة العصبية التي تفهم المصطلحات المستخدمة في الأعمال التجارية والصناعة الخاصة بهم. يمكن بعد ذلك.
تسليم الترجمات المخصصة إلى التطبيقات الموجودة ومهام سير العمل ومواقع الويب باستخدام استدعاء عادي لواجهه برنامج تطبيق مترجم مايكروسوفت. يمكن استخدام المترجم المخصص عند ترجمه النص باستخدام واجهة برنامج تطبيق نص مترجم مايكروسوفت وعند ترجمة الكلام باستخدام خدمات مايكروسوفت للكلام.
ميزة البث المباشر
هذه الميزة مجانية حاليا ومتوفرة في تطبيقات مترجم مايكروسوفت (اندرويد، آي أو اس أو ويندوز) ومن المستعرض: http://translator.microsoft.com
مركز مترجم مايكروسوفت
يسمح مركز مترجم مايكروسوفت للمؤسسات وموفري خدمات اللغات بانشاء أنظمة الترجمة الخاصة بهم التي تتفهم المصطلحات الخاصة بالاعمال والصناعة. يتوفر مركز مترجم مايكروسوفت فقط لجهاز الترجمة الإحصائية ولا يمكن استخدامه مع الإصدار الاحدث من واجهة برنامج التطبيق لمترجم مايكروسوفت.
وقد استخدم المركز أيضا للحفاظ على اللغات، مما يسمح للمجتمعات المحلية بإنشاء نظم الترجمة اللغوية الخاصة بهم للمحافظة على اللغة والثقافة. وقد تم استخدام المركز لإنشاء أنظمة الترجمة للغات مثل الهمونغ والمايا والنيبالية والويلزية.
مجموعة أدوات التطبيقات متعددة اللغات 
مجموعة أدوات التطبيقات متعددة اللغات هي أداة فيجوال ستوديو متكاملة، والتي تسمح للمطورين بتبسيط سير عمل التعريب لتطبيقات ويندوز وويندوز فون وسطح المكتب. تعمل مجموعه أدوات التطبيقات متعددة اللغات علي تحسين تعريب أدارة الملفات ودعم الترجمة وأدوات التحرير.

## تطبيق ويب مترجم مايكروسوفت
يجب تحديث هذا القسم. الرجاء تحديث هذه المقالة لتعكس الاحداث الاخيره أو المعلومات المتوفرة حديثا.
| مترجم مايكروسوفت |                                         |
|                  | نوع الموقع آلة الترجمة الإحصائية        |
|                  | متاح ل اللغات، انظر إلى اللغات المدعومة |
|                  | المالك مايكروسوفت                       |
|                  | الموقع translator.microsoft.com         |
|                  | التجارية لايوجد                         |
|                  | التسجيل اختياري                         |
|                  | الشروع يونيو 3، 2009                    |
|                  | الحالة الراهنة فعال                     |

مترجم مايكروسوفت (سابقا مترجم البحث المباشر ومترجم ويندوز لايف ومترجم بينغ) هو المستخدم الذي يواجه مدخل الترجمة التي تقدمها مايكروسوفت كجزء من خدمات بينغ لترجمة النصوص أو صفحات الويب بأكملها إلى لغات مختلفة. يتم تشغيل جميع ازواج الترجمة من قبل مترجم مايكروسوفت ومنصة ترجمة الاله الإحصائية وخدمة الويب التي تم تطويرها من قبل مايكروسوفت ريسيرش باعتبارها برامح الترجمة الخلفية الخاصة بها. يتم توفير اثنين من ازواج الترجمة الحرفية (بين الصينية (المبسطة) والصينية (التقليدية)) من قبل فريق مايكروسوفت ويندوز الدولي.
يقدم مترجم بينغ ترجمات في أنظمة اللغات المختلفة، اعتبارا من فبراير 2019.
يمكن لمترجم بينغ ترجمة العبارات التي ادخلها المستخدم أو الحصول على رابط إلى  صفحة ويب وترجمتها بالكامل. عند ترجمة صفحة ويب بأكملها، أو عندما يقوم المستخدم بتحديد «ترجمة هذه الصفحة» في نتائج بحث بينغ، يتم عرض العارض ثنائي اللغة، والذي يسمح للمستخدمين بتصفح نص صفحة الويب الأصلية والترجمة بالتوازي بدعم من الإبرازات المتزامنة والتمرير والتنقل.
تتوفر أربعة تخطيطات لعارض ثنائي اللغة:
جنبا إلى جنب
أعلى وأسفل اللغة الأصلية مع ظهور ترجمة عند وضع الفأرة فوقها
الترجمة مع ظهور اللغة الأصلية عند وضع الفأرة فوقها
يتكامل مترجم بينغ مع العديد من منتجات مايكروسوفت الأخرى. الجدول ادناه للمنتجات التي تم دمجها في مترجم بينغ أو قد تكون متكاملة:
| التكامل                         | يدمج في             |
| متكاملة بالفعل                  | إجابات بينغ الفورية |
| مسرع لإنترنت اكسبلورر 8 أو اعلى | انترنت اكسبلورر     |

## المنتجات المدعومة
من خلال عروض المنتجات الأساسية يدعم مترجم مايكروسوفت ميزات الترجمة للعديد من منتجات مايكروسوفت على مستويات المستهلك والمؤسسة. وتندرج هذه المنتجات على نطاق واسع في ثلاث فئات- منتجات الاتصالات ومايكروسوفت اوفيس والتطبيقات.
الاتصالات                      مايكروسوفت اوفيس                             التطبيقات
لينك                              اكسل                                               تطبيق الويب 
شير بوينت                    ون نوت                                            وندوز ووندوز 10               
يأمر                              آوتلوك                                              ويندوز فون 
مترجم سكايب               مترجم العرض التقديمي لبوربوينت      ايفون وساعة آبل 
                                  بوبليشر                                              اندرويد فون واندرويد وير
                                   فيزيو                                                 كيندل فاير 
                                   وورد                                                 مترجم سكايب 
                                   وورد اونلاين                                      ملحق مايكروسوفت ايدج

## المنتجات المهملة
اطار عمل الترجمات التعاونية
اطار عمل الترجمات التعاونية هو امتداد لواجهة برمجة تطبيقات مترجم مايكروسوفت التي تسمح بتحسين النص المترجم بعد النشر. باستخدام اطار عمل الترجمات التعاونية، يكون لدي القراء القدرة علي اقتراح ترجمات بديله لتلك المقدمة من قبل واجهه برنامج التطبيق أو التصويت على البدائل المعروضة سابقا. ثم يتم تسليم هذه المعلومات إلى واجهة برنامج التطبيق لتحسين الترجمات المستقبلية.
مترجم ودجة ويب
ان أداة ترجمة ويب الخاصة بالمترجم هي أدوات للترجمة يمكن اضافتها إلى صفحات الويب عن طريق لصق مقتطف من شفرة جافا سكريبت المعرف مسبقا في الصفحة. يتم عرض عنصر واجهة المستخدم على الويب مجانا من قبل مايكروسوفت، ويدعم كلا من الترجمات المخصصة قبل النشر باستخدام مركز المترجم، والتحسينات اللاحقة للنشر باستخدام اطار عمل الترجمات التعاونية. 

## اللغات المعتمدة
اعتبارا من فبراير 2019، يدعم مترجم مايكروسوفت 67 نظام مختلف من اللغات. تتوفر قائمة اللغات المعتمدة في موقع مترجم مايكروسوفت ويمكن أيضا استردادها برمجيا من خلال خدمات مجموعة النظراء.
الأفريقية                                                            
- اللغة الأفريقانية
- اللغة العربية
- لهجات شامية
- اللغة البنغالية
- اللغة البوسنوية
- اللغة البلغارية
- صينية يؤ
- اللغة الكتالونية
- لغة صينية
- لغة صينية
- اللغة الكرواتية
- اللغة التشيكية
- اللغة الدنماركية
- اللغة الهولندية
- لغة إنجليزية
- اللغة الإستونية
- اللغة الفيجية
- اللغة الفلبينية
- اللغة الفنلندية
- لغة فرنسية
- اللغة الغاليسية
- اللغة الجورجية
- اللغة الألمانية
- لغة يونانية
- اللغة الكريولية الهايتية
- اللغة العبرية
- اللغة الهندية
- Hmong Daw [الإنجليزية]
- لغة مجرية
- اللغة الآيسلندية
- اللغة الإندونيسية
- اللغة الإيطالية
- اللغة اليابانية
- لغة كلينغونية
- لغة كلينغونية
- اللغة الكورية
- اللغة اللاتفية
- اللغة الليتوانية
- اللغة الملغاشية
- اللغة الملايو
- اللغة المالطية
- اللغة النرويجية
- لغة فارسية
- اللغة البولندية
- اللغة البرتغالية (Brazilian dialect)
- Querétaro Otomi  [لغات أخرى]‏
- اللغة الرومانية
- اللغة الروسية
- اللغة الساموية
- اللغة الصربية
- اللغة الصربية
- اللغة السلوفاكية
- اللغة السلوفينية
- اللغة الإسبانية
- اللغة السواحلية
- اللغة السويدية
- اللغة التاهيتية
- اللغة التاميلية
- اللغة التيلوغوية
- لغة تايلندية
- اللغة التونغية
- اللغة التركية
- اللغة الأوكرانية
- اللغة الأردية
- اللغة الفيتنامية
- اللغة الويلزية
- لغة المايا اليوكاتية

## شركاء المجتمع
قام مترجم مايكروسوفت بالعمل مع شركاء المجتمع لزيادة عدد اللغات وتحسين جودة الترجمة العامة للغة. فيما يلي قائمه بالشركاء المجتمعيين الذين تعاون معهم مترجم مايكروسوفت.
شركاء لغة الهمونغ
جامعة جواهر لال نهرو
الجمعية الوطنية لويلز
التلده
مترجمون بلا حدود
بالإضافة إلى ذلك، تعاونت مايكروسوفت مع معهد كلينكون للغات الذي يعزز اللغة المشيدة، كلينكون، الذي يستخدم داخل خياليه ستار تريك الكون التي تنتجها باراماونت واستوديوهات سي بي إس. وقد تم دعم كلينكون من قبل مترجم مايكروسوفت منذ مايو 2013.